# Madu-dong
Madu-dong (koreanska: 마두동) är en stadsdel i staden Goyang i provinsen Gyeonggi i den nordvästra delen av Sydkorea, 20 km nordväst om huvudstaden Seoul. Den ligger i stadsdistriktet Ilsandong-gu.
Administrativt är Madu-dong uppdelat i:
| Namn    | Namn            | Yta km² | Invånare 31 dec 2020 |
| ------- | --------------- | ------- | -------------------- |
| 마두1동 | Madu 1(il)-dong | 2,21    | 24 605               |
| 마두2동 | Madu 2(i)-dong  | 0,63    | 16 669               |